# Jorge Samuel del Villar
Jorge Samuel del Villar González (México, 1976) es un escritor, economista y periodista mexicano.

## Datos biográficos
Jorge Samuel del Villar González es hijo de la embajadora Margarita González Gamio y de Samuel Ignacio del Villar Kretchmar.
Es economista y graduado de la escuela de escritores de la Sogem.  

## Labor periodística
Del Villar condujo el programa de radio Caras de la ciudad en Grupo MVS 
Por dicho programa, del Villar recibió el Reconocimiento INEGI, otorgado por el Instituto Nacional de Estadística y Geografía (Inegi), a manos de Eduardo Sojo Garza-Aldape.
Jorge del Villar condujo el programa televisivo Habla de frente, transmitido simultáneamente por Canal Once y por el Canal Judicial.  
En el 2016, del Villar condujo, también en Canal Once, el programa A favor y en contra. 
El autor mexicano ha publicado en una diversidad de periódicos, incluidos La Jornada y Reforma; durante cuatro años fue columnista de El Universal y El Influyente. Y ha sido invitado como comentarista en Radio Fórmula y Televisa 

## Libros

### Teoría de precios: por qué está mal la economía
En 2010, del Villar publicó Teoría de precios: por qué está mal la economía, registrado en la Library of Congress, Washington D. C., donde cuestiona los fundamentos de la teoría económica moderna. En opinión de Del Villar, mientras que todos los componentes del mercado han cambiado, incluyendo los bienes económicos, los productores y los consumidores, la base teórica ha permanecido inmutable desde 1776, año en que Adam Smith publicó La riqueza de las naciones. Del Villar considera que la teoría económica, incluida la ley de la demanda, la ley de la oferta y las explicaciones dadas a la determinación de los precios carecen de rigor científico. También considera que la disciplina no provee explicaciones verídicas a la manera en que consumidores y productores se comportan en el mundo real.. Del Villar propone una revisión integral a los principios fundamentales sobre los cuales está construida la teoría económica, y sugiere que se incorporen otras disciplinas, como la antropología, la psicología y la sociología, en dicho proceso.
La cobertura mediática de Teoría de precios: por qué está mal la economía incluyó a Primero Noticias, de Televisa, Radio Fórmula, MVS Comunicaciones, a la revista México Social, del Centro de Estudios e Investigación en Desarrollo y Asistencia Social, A.C. (CEIDAS), Tiempo Libre y al periódico Excélsior, todos ellos de México.

### Magia en la Pospandemia
En 2023, Jorge Samuel del Villar publicó el libro Magia en la Pospandemia editado por Editorial Porrúa. Del Villar aprovechó el tiempo de encierro para reflexionar sobre las temáticas verdaderamente trascendentes de la vida. Mezclado con sucesos de personajes relevantes dentro de su ascendencia genealógica, el autor ofrece un sinnúmero de herramientas para que el lector pueda saberse adaptar a los nuevos paradigmas de la humanidad. El libro fue presentado en la Feria Internacional del Libro del Palacio de Minería.  

## Exposiciones artísticas
Las obras artísticas de Jorge del Villar formaron parte de una exposición, en julio de 1986, de pintores provenientes del ejido de Peotillos, San Luis Potosí, en la Casa de la Cultura de San Luis Potosí, posteriormente nombrada Museo Francisco Cossío, develada por su entonces director Francisco Cossío y por Raúl Gamboa Cantón, director del Instituto Potosino de Bellas Artes. El 2 de noviembre de 1997, el diarioThe Baltimore Sun y la primera plana del periódico Carroll County Times cubrieron una exhibición curada por el estudiante mexicano para compartir la cultura, tradiciones e historia mexicanas con la comunidad de Maryland, Estados Unidos.  
En octubre de 2016, del Villar exhibió la obra plástica The Future of Modern Economic Theory, en la Galería JLS en la Ciudad de México. La obra plástica, de aproximadamente dos metros de ancho por dos de alto, revela el rostro de Donald Trump con un mensaje manuscrito en acrílico rosa mexicano formando una espiral. El texto invita al observador a cambiar hacia un estilo de vida y filosofía más humanistas, y pronostica un inevitable cambio de paradigma mundial en lo económico y en lo social. La exposición fue cubierta por los tres noticiarios de Canal Once, incluyendo los conducidos por Javier Solórzano y Adriana Pérez Cañedo, por los periódicos mexicanos La Jornada, El Sol de México y por la revista Caras.

## Servicio Público
Desde el 2000 hasta el 2002, del Villar fue asesor del secretario de Relaciones Exteriores de México, Jorge Castañeda Gutman.